# Streptosyllis latipalpa
Streptosyllis latipalpa är en ringmaskart som beskrevs av Banse 1968. Streptosyllis latipalpa ingår i släktet Streptosyllis och familjen Syllidae. Inga underarter finns listade i Catalogue of Life.